# (209) Didon
Pour les articles homonymes, voir Didon (homonymie) et Dido (homonymie).
(209) Didon (ou Dido) est un astéroïde de la ceinture principale découvert par C. H. F. Peters le 22 octobre 1879. Son nom fait référence à Didon, la fondatrice légendaire de Carthage.

## Compléments